# Korálkovka
Korálkovka (Nertera) je rod rostlin z čeledi mořenovité. Jsou to vytrvalé plazivé byliny s drobnými vstřícnými listy, drobnými květy a nápadnými kulovitými plody. Rod zahrnuje asi 9 druhů a je rozšířen v Asii, Americe, Austrálii a na Novém Zélandu. Korálkovka andská je pěstována jako pokojová rostlina, známá triviálně též jako korálkový mech.

## Popis
Korálkovky jsou vytrvalé, většinou plazivé a v uzlinách kořenující byliny.
Listy jsou velmi drobné, jednoduché, vstřícné, na okraji obvykle ztlustlé, řapíkaté nebo přisedlé, s vejčitou až okrouhlou čepelí. Palisty jsou interpetiolární, trojúhelníkovité nebo dvouzubé, srostlé s řapíkem. Na listech nejsou domatia. Žilnatina je zpeřená nebo částečně dlanitá. Květy jsou oboupohlavné, jednotlivé, vrcholové nebo zdánlivě úžlabní. Kalich je uťatý, zakončený 4 laloky. Koruna je bílá, zelenavá nebo růžová, nálevkovitá až trubkovitá, s 5 laloky. Tyčinky jsou 4, přirostlé u báze korunní trubky a vyčnívající z květů. Semeník obsahuje 2 nebo 4 komůrky, v nichž je po 1 vajíčku. Blizny jsou 2 nebo 4 a vyčnívají z květů. Plodem je oranžová, červená nebo černá peckovice obsahující 2 nebo 4 semena.

## Rozšíření
Rod korálkovka zahrnuje asi 6 až 9 druhů, jejich udávaný počet se v různých zdrojích různí v závislosti na jejich taxonomickém pojetí. Je rozšířen v Asii, Americe, Austrálii a na Novém Zélandu. Centrum druhové diverzity je na Novém Zélandu, kde roste celkem 5 druhů. Největší areál rozšíření má Nertera granadensis, druh rozšířený v Americe od Mexika po Argentinu a Chile, v Karibiku, na Havajských ostrovech, v jihovýchodní Asii a Austrálii. Je to jediný americký zástupce rodu. V Asii rostou v oblasti jižní (a střední) Číny a Indočíny ještě další 2 druhy. V souostroví Tristan da Cunha, nacházejícím se uprostřed Atlantského oceánu mezi Argentinou a jižní Afrikou, roste endemický druh Nertera holmboei.
Korálkovka andská roste v tropické Americe ve vysokých horách, ve Střední Americe vystupuje až do nadmořských výšek 3400 metrů.

## Taxonomie
Rod Nertera je v rámci čeledi mořenovité řazen do podčeledi Rubioideae a tribu Anthospermeae. Podle výsledků molekulárních studií je nejblíže příbuzným rodem rod Coprosma a monotypický rod Normandia. S rodem Nertera byl ztotožněn rod Peratanthe, když se ukázalo, že oba jeho popsané druhy jsou identické s druhem Nertera granadensis a domnělé odlišnosti v morfologii byly založeny na nesprávném popisu.
Korálkovkám je poněkud podobný rod mičela (Mitchella).

## Zástupci
- korálkovka andská (Nertera granadensis)

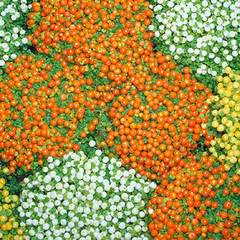
Kultivary korálkovky s různě zbarvenými plody

## Význam
Korálkovka andská (Nertera granadensis) je běžně pěstována jako pokojová rostlina, vyznačující se velmi nízkým, kompaktním vzrůstem a záplavou oranžových plodů. Byly vypěstovány i kultivary s odlišně zbarvenými plody. Vyžaduje polostinnou polohu a písčitou, celoročně vlhkou půdu. Množí se na jaře výsevem, dělením nebo vrcholovými řízky.